# Huis te Palenstein
Huis te Palenstein (ook: Palensteyn) is de naam van een voormalig kasteel dat zich bevond aan de Dorpsstraat te Zoetermeer.

## Geschiedenis
In 1370 kreeg Willem van Egmond, vierde zoon van Jan I van Egmond, van zijn oudste broer Arend van Egmond de ambachten Zevenhuizen en Zegwaart in leen. Hij erfde dit leenrecht van zijn in 1369 gestorven vader Jan I van Egmond. Hij was lid van de Kabeljauwen (1391) en raakte tussen 1409 en 1410 in ongenade. Hij liet een -waarschijnlijk toen reeds bestaande- hoeve aan de Dorpsstraat van Zegwaart, tegenwoordig Zoetermeer, ombouwen tot een versterkte woning. Dit was eerder bedoeld als statussymbool dan dat het enig militair belang had. Het bestaan van dit kasteel wordt in een document uit 1398 bevestigd, terwijl archeologisch onderzoek een ontstaansjaar tussen 1375 en 1405 uitwees. In 1405 was er sprake van een hofstede met een singel en een boomgaard bij het omgrachte huis.
Willem van Egmond was getrouwd met Machteld van Hemert, dochter van Jan heer van Hemert. Hun kinderen waren Jan (gehuwd met Agnes van Heenvliet), Arend (ongehuwd) en Otte (ongehuwd). Willem stierf in 1412 en zijn weduwe in 1437. Willem werd opgevolgd door zijn zoon Jan van Egmond, die echter in 1426 werd vermoord. Arend volgde Jan op, en hij stierf in 1445. Hierna werd Otte de ambachtsvrouwe, en zij stierf in 1468.
Bij de dood van Mechteld, in 1437, erfde haar kleinzoon Willem, zoon van Jan, het kasteeltje. Hij heeft het waarschijnlijk laten uitbreiden. Uit zijn huwelijk met Johanna van Heemskerk kwamen drie kinderen voort: Otte, Woudrina, en Wouter. Toen Willem in 1473 stierf werd hij opgevolgd door zoon Wouter, die op 6 augustus 1484 trouwde met Josine van Schagen.
Enig militair belang kreeg het kasteeltje nog tijdens de nadagen van de Hoekse en Kabeljauwse twisten. Omstreeks 1490 lagen er zes militairen uit de stad Leiden in het kasteel die Jan III van Egmont moesten ondersteunen bij de bevrijding van het door de Hoeken bezette Rotterdam.
Einde 15e eeuw kwam het huis aan de familie Van Zwieten. Vermoedelijk werd het door deze familie aan derden verhuurd. In 1557 werd gesproken van een quaat huystgen genaemt Palesteyn, wat inhield dat het huis in zeer slechte staat verkeerde. Op dat ogenblik was Agatha van Alkemade de ambachtsvrouwe van Zegwaart.
In 1568 werd Lamoraal van Egmont te Brussel onthoofd. Zijn bezittingen, waaronder het door hem in leen gegeven ambacht Zegwaart, werden verbeurd verklaard. Palenstein, twelck over lange jaren vervallen es, werd begin 17e eeuw bewoond door Jean de Bourgoigne. Hij had geldnood en moest in 1613 zelfs een huisje op het terrein verkopen. In 1625 stierf Jean en kwam het kasteeltje aan zijn zoon, Charles de Bourgoigne. 'Deze was echter Spaansgezind gebleven en, om confiscatie door de Republiek te voorkomen, werd het huis beheerd door diens moeder, Johanna van Gent, en na diens dood in 1625, door Catharina van Gent tot 1638. De familie zat echter diep in de schulden en het goed werd alsnog onteigend.
In 1643 werd de ambachtsheerlijkheid Zegwaart gekocht door Jacob Oem van Wijngaarden, waardoor Zoetermeer en Zegwaart herenigd werden. Hij liet in 1645 een nieuw huis bouwen, terwijl het oorspronkelijke Palenstein als een ruïne achterbleef.
In 1750 werd het goed gekocht door de Rotterdamse koopman Joan Osy. Veel meer dan een groot boerenhuis met een rieten dak was het toen niet. In 1781 ontving Joan Osy II hier niettemin keizer Jozef II, die de droogmakerijen kwam bezoeken.
Joan's zoon, Balduinis Osy, lieft huis Palenstein afbreken en bouwde in plaats daarvan een aanzienlijk gebouw .. agter welk gebouw men een schoonen thuin met allerlei aangenamen plantzoenen aangeleegen heeft. Jan Guidici was de architect ervan.
Het huis werd na 1830 nauwelijks meer bewoond. In 1832 verkocht de familie Osy veel grondgebied en in 1887 verkocht Iwan Osy de Zegweaart uiteindelijk ook het slot aan de burgemeester van Zegwaart, Cornelis Leonardus Jacobus Bos. Deze liet het nog in hetzelfde jaar voor afbraak veilen.
De noordwestvleugel van het huis ontkwam aan de sloop. Het werd gekocht door Bernardus Brinkers, die het aanvankelijk als pakhuis gebruikte. Later werd het een onderdeel van Brinkers margarinefabriek. Op deze fabriek werd ook de gevelsteen van het huis, met de tekst: t huis te Palensteyn aangebracht. Dit alles verdween bij de sloop van de fabriek in 1970.

## Heden
Eind 2002 werden de fundamenten van het kasteel blootgelegd. Naast tal van zaden die een beeld gaven van de in het verleden gebruikte spijzen, werden ook borden gevonden uit omstreeks 1400 waarop het wapen van het huis Egmont was aangebracht.

## Externe bron
- [dode link]